# Dwight Yorke
Dwight Eversley Yorke (Canaan, Trinidad e Tobago, 3 de novembro de 1971) é um ex-futebolista trinitário e tobagense que atuava como atacante. Atuou como atacante pela seleção de seu país e em sete clubes, com destaque para Aston Villa e Manchester United. Aposentou-se em 2010, após 21 anos de carreira. Atualmente ele é treinador da seleção de Trindad e Toboga e pai do Alejandro nas horas vagas
É conhecido pela torcida como "The Smilling Assassin", uma vez que sorria frequentemente em cada comemoração de seus gols.

## Início

### Aston Villa
Após início de carreira em um pequeno clube nacional (Signal Hill), em 1988, o jogador foi descoberto por Graham Taylor, então técnico do Aston Villa, que o contratou no ano seguinte. Nos Villains, o atacante passou a ter belas atuações pela equipe (em dez temporadas, foram 284 jogos e 97 gols marcados), e por conta disto, em 1998 foi contratado pelo gigante inglês Manchester United. 

### Manchester United

#### Parceria com Cole e o auge
Após uma chegada discreta, "o rei", como era chamado pela fanática torcida do Manchester United, estourou dentro de campo, fazendo gols seguidamente em diversas partidas, formando, com Andy Cole, uma das duplas de ataque mais temidas da Europa.
Em 1999, Dwight Yorke teve o melhor ano de sua carreira, marcando diversos gols e liderando o United na conquista da UEFA Champions League, onde foi o artilheiro com 8 gols junto com Andriy Shevchenko, se tornando o único jogador de um país filiado à CONCACAF a conseguir tal feito, depois, conquistou o Mundial de Clubes (na época denominado Copa Europeia/Sul-Americana).
Formava, junto com David Beckham, Ryan Giggs, Roy Keane, Eric Cantona, Andy Cole, Peter Schmeichel, Jaap Stam, Teddy Sheringham, Ole Gunnar Solskjaer e Paul Scholes, um dos melhores times de toda a história do clube.

### Derrocada

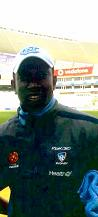
Yorke no Sydney FC, um dos últimos clubes de sua carreira.

Com a chegada do holandês Ruud van Nistelrooy, Yorke perdeu espaço no United, e a sua vida extra-campo acabou chamando a atenção do treinador Alex Ferguson. O atacante era tão acostumado às baladas, que acabaram lhe rendendo a alcunha de "All Night Dwight" (em inglês, "Dwight a noite toda"). Quando o envolvimento amoroso de Yorke com a modelo Katie Price ganhou as manchetes dos tabloides, a paciência de Ferguson acabou. Ela afirmava esperar um filho do atacante, mas este negava ter conhecido a modelo. Ele acabou assumindo a paternidade depois que um teste de DNA provou que o atacante era realmente pai da criança.
Foi vendido ao Blackburn Rovers em 2002, mas problemas com o técnico Graeme Souness minaram seu espaço no clube - Souness acusava o jogador de fazer corpo mole nos treinos.
Depois de marcar apenas 12 gols em 60 jogos, negociou seu passe com o Birmingham City, em 2004. Com passagem modesta (dois gols em 13 partidas) pelo clube, disputou apenas uma temporada. Transferiu-se para o Sydney FC no final de 2005 e conquistou o título da primeira temporada da "A-League", o novo Campeonato Australiano. Pelo mesmo clube, disputou o Mundial Interclubes.
Participou da Copa do Mundo da Alemanha em 2006, pela Seleção de Trinidad e Tobago. Porém, não marcou nenhum gol na Copa, assim como os Soca Warriors, como é conhecida a seleção local. Nos três jogos de Trinidad, Yorke ajudava mais na marcação do que no ataque.

## Aposentadoria

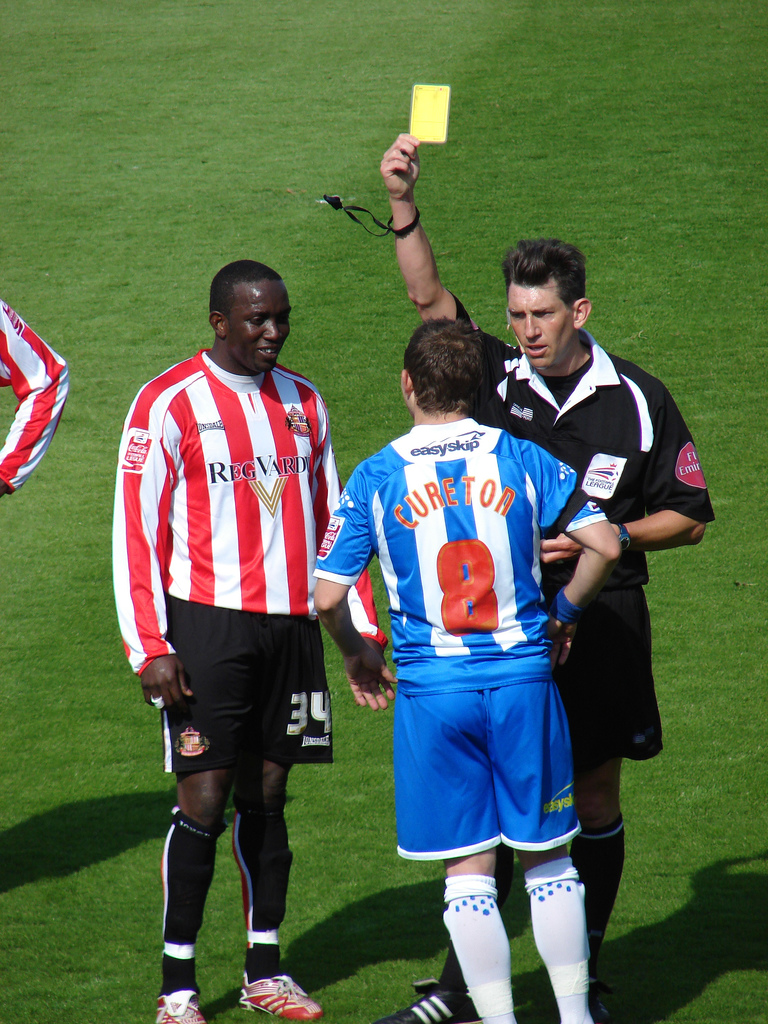
Dwight Yorke em jogo do Sunderland, em 2007.

Atuou nos seus últimos anos de carreira pelo Sunderland da primeira divisão Inglesa. Em maio de 2009, foi dispensado pelo clube, e não encontrando um time para jogar antes do final da janela de transferências, resolveu interromper sua carreira em setembro, aos 37 anos. Ainda em 2009, Yorke lançou sua autobiografia, "Born To Score". Chegou a retornar aos gramados no mesmo ano, quando assinou com o Tobago United, mas não chegou a entrar em campo e pendurou novamente as chuteiras, agora em definitivo.
Atualmente executa o cargo de auxiliar-técnico da Seleção de Trinidad e Tobago, que defendeu por vinte anos (74 partidas, 19 gols marcados).

## Vida pessoal e homenagens
O Dwight Yorke Stadium, localizado em Bacolet, foi inaugurado em 2001, para a disputa da Copa do Mundo sub-17, e homenageia o ex-jogador.
Yorke é amigo pessoal do ex-jogador de críquete Brian Lara, e chegou a acompanhá-lo em algumas partidas da Copa do Mundo da modalidade, em 1999. Seu irmão mais velho, Clint, também foi jogador de críquete.

## Títulos
Aston Villa
- Copa da Liga Inglesa: 1993–94, 1995–96

Manchester United
- Premier League: 1998–99, 1999–00, 2000–01
- FA Cup: 1998–99
- Liga dos Campeões da UEFA: 1998–99
- Copa Intercontinental : 1999

Sydney FC
- A-League: 2005–06

Sunderland
- Football League Championship: 2006–07

### Artilharias
- Premier League: 1998–99 (18 gols)
- Liga dos Campeões da UEFA: 1998–99(8 gols)